# Markus Schindlbeck
Markus Schindlbeck (* 1949) ist ein deutscher Ethnologe. Er war der Leiter des Fachreferates „Ozeanien und Australien“ im Ethnologischen Museum der Staatlichen Museen zu Berlin und der Kurator der dortigen Dauerausstellung „Südsee“.

## Leben
Von 1969 bis 1978 studierte Markus Schindlbeck an der Universität Basel (Schweiz) Ethnologie, Geschichte und Geographie. Von 1972 bis 1974 nahm er an einer wissenschaftlichen Expedition des Ethnologischen Seminars der Universität Basel unter der Leitung von Meinhard Schuster teil (einige der von ihm auf dieser Expedition geschossenen Fotos sind heute Teil der Dauerausstellung „Ozeanien. Lebenswelten in der Südsee“ des Überseemuseums in Bremen). 1978 bis 1979 arbeitete Schindlbeck als wissenschaftlicher Mitarbeiter am Museum für Völkerkunde in Basel und schloss in dieser Zeit seine Promotion ab. 1983 arbeitete er als wissenschaftlicher Assistent am Ethnologischen Seminar der Universität Basel.
Von 1984 bis 1985 machte er ein Volontariat am Ethnologischen Museum von Berlin, im Fachreferat Südsee und Australien. Seit 1986 war er Leiter des Fachreferats. Im selben Jahr 1986 trat er eine Forschungsreise nach den Karolinen an. Im Jahr 1993 folgte eine weitere Forschungs- und Sammelreise nach Neuseeland. 2001 und 2004 wurde die Dauerausstellung „Südsee“ im Berliner Ethnologischen Museum nach seinen Vorgaben neu gestaltet. Sie gilt als eine der qualitativ und quantitativ bedeutendsten Ausstellungen ozeanischer Kunst der Welt. 2014 wurde Schindlbeck pensioniert. Markus Schindlbeck hält regelmäßig Seminare an der Freien Universität Berlin ab.
Er gab die Zeitschrift für Ethnologie heraus und ist Vorstandsmitglied (2011 bis 2014 Präsident) der Berliner Gesellschaft für Anthropologie, Ethnologie und Urgeschichte.

## Schriften
- Sago bei den Sawos. Untersuchungen über die Bedeutung von Sago in Wirtschaft, Sozialordnung und Religion. 1980.
- Die ethnographische Linse. Photographien aus dem Museum für Völkerkunde Berlin. 1989.
- Von Kokos zu Plastik. Südseekulturen im Wandel. 1993, ISBN 3-496-02524-7.
- The Art of Collecting. Interactions between Collectors and the People they visit. In: Zeitschrift für Ethnologie. Band 118, 1994, S. 57–68.
- The Art of the Head-Hunters. Collecting Activity and Recruitment in New Guinea at the beginning of twentieth Century. In: H. J. Hiery und J. M. MacKenzie: European Impact and Pacific Influence. 1997, S. 31–43.
- New Zealand – Land of the Long White Cloud / Neuseeland. Land der langen, weißen Wolke. In: James Cook. Treasures of the South Seas. The Cook /  Forster Collection // Gaben und Schätze aus der Südsee. Die Göttinger Sammlung Cook / Forster. Edited by / herausgegeben von Brigitta Hauser-Schäublin und Gundolf Krüger. 1998, S. 172–194, ISBN 978-37913-1868-4, früher 3791318683.
- Deutsche wissenschaftliche Expeditionen und Forschungen in der Südsee bis 1914. In: H. J. Hiery: Die deutsche Südsee. Ein Handbuch. 2001.
- Wellen der Südsee. In: Ingo Kühl, Nordsee – Südsee: Ölbilder, Arbeiten auf Papier, Tonreliefs 2001–2003; [zur Ausstellung Südsee-Wellen, Bilder von Ingo Kühl, Ethnologisches Museum, Staatliche Museen zu Berlin, 2004], S. 18, 20, Verlag der Kunst Dresden, Verlagsgruppe Husum 2004, ISBN 3-86530-001-4.
- Expeditionen in die Südsee: Begleitbuch zur Ausstellung und Geschichte der Südsee-Sammlung des Ethnologischen Museums / SMS, Ethnologisches Museum, Staatliche Museen zu Berlin. Dietrich Reimer Verlag, Berlin 2007, ISBN 978-3-496-02780-5.
- Old Hawaiʻi : an ethnography of Hawaiʻi in the 1880s : based on the research and collections of Eduard Arning in the Ethnologisches Museum, Berlin / edited by Adrienne L. Kaeppler, Markus Schindlbeck and Gisela E. Speidel. SMB, Ethnologisches Museum, Berlin 2008, ISBN 978-3-88609-621-3.
- Gefunden und verloren: Arthur Speyer, die dreissiger Jahre und die Verluste der Sammlung Südsee des Ethnlogischen Museums Berlin. Verlag Kettler, Bönen 2012, ISBN 978-3-86206-131-0.
- Unterwegs in der Südsee: Adolf Roesicke und seine Fahrten auf dem Sepik. Nicolai Verlag, Berlin 2015, ISBN 978-3-89479-916-8.
- Krieg, Ritual und Kunst: Die kulturellen Besonderheiten der Sawos. In: Tanz der Ahnen : Kunst vom Sepik in Papua-Neuguinea (anlässlich der Ausstellung Tanz der Ahnen. Kunst vom Sepik in Papua-Neuguinea, Martin-Gropius-Bau, Berlin, Museum Rietberg, Zürich, Musée du quai Branly, Paris), Hirmer Verlag, München 2015, ISBN 978-3-7774-2339-5.